# Пальма, Хосе Серофия
Хосе Серофия Пальма (исп. José Serofia Palma; род. 19 марта 1950, Дингл, Филиппины) — филиппинский прелат. Титулярный епископ Вазари-Дидда и вспомогательный епископ Себу с 28 ноября 1997 по 13 января 1999. Епископ Калбайога с 13 января 1999 по 18 марта 2006. Архиепископ Пало с 18 марта 2006 по 15 октября 2010 года. Архиепископ Себу с 15 октября 2010 года.
С 2011 года по 2013 год был председателем Конференции католических епископов Филиппин. 